# AAC Honey Badger
AAC Honey Badger – karabin automatyczny produkcji amerykańskiej zasilany nabojem .300 AAC Blackout (średnica i długość pocisku niewiele większa od pocisku kalibru 5,56 NATO). Nazewnictwo broni wzięło się od nazwy ssaka, ratela (ang. honey badger).
Karabinek ten został stworzony na prośbę amerykańskich jednostek specjalnych jako zastępca pistoletu maszynowego MP5. Głównym założeniem było skonstruowanie broni o dużych obrażeniach, przy zachowaniu rozmiarów i wytłumionym dźwięku MP5. Honey Badger osiągnął lub w niewielkim stopniu przekroczył te wymagania.

## Opis konstrukcji
Karabinek Honey Badger jest indywidualną bronią samoczynno-samopowtarzalną. Zasada działania oparta na wykorzystaniu energii gazów prochowych odprowadzanych przez boczny otwór lufy. Po wystrzeleniu ostatniego naboju zamek zatrzymuje się w tylnym położeniu. Zamek jest zwalniany przyciskiem znajdującym się po lewej stronie gniazda karabinka. Zasilany magazynkiem zgodnym ze standardami STANAG. Przełącznik rodzaju ognia wraz z bezpiecznikiem znajdujący się po obu stronach broni, pozwala strzelać ogniem seryjnym lub pojedynczym.
Broń ta bazuje na konstrukcji karabinka M4, wyposażona jest w 6-calową lufę i (podobnie jak Vintorez) ma zintegrowany tłumik dźwięku. Specjalnie dla tej broni skonstruowano o różnych długościach, rękojeści. Wysuwana kolba jest podobna do jednego z wariantów MP5. Lufa specjalnie zaprojektowana do stabilizacji toru dłuższych i cięższych pocisków.